# 真白健太朗
真白 健太朗（ましろ けんたろう、2001年7月12日 - ）は、日本の男性声優。大阪府出身。ステイラック所属。

## 略歴
声優を目指したきっかけは子供の頃からアニメは観ており、中学1年生の時、不登校になってしまったという。親友はいたが、別の中学校に通っていたため、何も言えずにいた時に、漫画『東京喰種トーキョーグール』を勧められ、アニメ版も観始める。主人公の金木研のセリフに心を突き動かされ、そのセリフをきっかけに「何もしなきゃ、何も始まらない」と思って、学校に行くようになれたという。「アニメで金木の声を担当したのは誰だったんだろう」と思い、調べていたところ、花江夏樹であり、花江の出演作を色々と観始めていたところ、アニメ、声優に興味を持ち始めたからである。
高校は、学外連携で声優のレッスンを受けられる学校に進学。専門学校、養成所までではないが、滑舌、外郎売など基礎的なことを学ぶことができ、「おもしろい！」と思い、本格的に目指すことを考え始めたという。両親に進路について話し合う時に、「声優になりたい！」と話していたところ、「なんで!?」のような感じになり、「芸能界で食べていけるわけがない」と猛反対されてしまった。
正直、勉強が出来たわけでもなく、他に特技があったわけでもないため、「挑戦するしかない！無理だったらそのとき考えよう！」と決意。家で録画したアニメの音を消し、口ぱくに合わせる練習をしたり、専門学校の体験入学に足を運んだりしていた。体験入学の中で、両親の付き添い可能のイベントで両親に「ここで両親に独学でここまで出来たんだぞ！って姿を見せれば納得してくれるはず」と思い、頼み込み見に来てくれた。その時の結果は大成功で、両親も「それだけ頑張っているなら」と納得してくれたという。
2020年3月よりホリプロインターナショナルに所属。
ホリプロインターナショナルが主催した『MUTEKING THE Dancing HERO』の主役であるムテキの一般公募オーディションにて、同役に抜擢。
2023年12月31日をもってホリプロインターナショナルを退所した。
2024年2月1日、自身のXアカウントにてステイラックへの所属を発表。同日、所属事務所の公式サイトにて加入を発表。

## 人物
特技としてバスケットボール、グラウンド・ゴルフ、長距離走、高跳び、物真似、模写をそれぞれ挙げている。
趣味としてアニメ鑑賞、読書、ゲーム、自転車を漕ぎながら歌うことをそれぞれ挙げている。

## 出演
太字はメインキャラクター。

### テレビアニメ
2020年
- みっちりわんこ!あにめ〜しょん（コテツ）

2021年
- MUTEKING THE Dancing HERO（ムテキ）
- 吸血鬼すぐ死ぬ（船員B）

2022年
- シュート!Goal to the Future（並岡仁）
- 東京ミュウミュウ にゅ〜♡（生徒、ネット民）

2023年
- もういっぽん!
- 英雄王、武を極めるため転生す 〜そして、世界最強の見習い騎士♀〜（生徒）
- ゴブリンスレイヤーII（ゴブリン）
- 盾の勇者の成り上がり Season3（ウィンディアの父）

2024年
- マッシュル-MASHLE- 神覚者候補選抜試験編（生徒）
- ひみつのアイプリ（野村蒼士）
- 戦隊大失格（2024年 - 2025年、整備員、不良、騎偉寿、謎の怪人） - 2シリーズ
- ヴァンパイア男子寮（参列者C）
- ダンジョンの中のひと（探索者）
- 先輩はおとこのこ（男子A）

2025年
- どうせ、恋してしまうんだ。
- ババンババンバンバンパイア（李仁のような男）
- 履いてください、鷹峰さん（男子生徒C、男子生徒B）

### 劇場アニメ
- ガディガルズ（2022年）
- 劇場総集編 SSSS.GRIDMAN（2023年）

### Webアニメ
- トミカヒーローズ　ジョブレイバー　特装合体ロボ（2022年、機捜ジョブロイドRAY、ポリスブレイバーZERO、ポリスブレイバーNULL [23] [24]）
- 〈物語〉シリーズ オフ&モンスターシーズン（2024年、クラスメイト）

### ゲーム
- 超探偵事件簿 レインコード（2023年）
- モンスターストライク（2024年、与謝蕪村[25]）
- 逆転オセロニア（2025年、リュンヌ）
- 戦国小町苦労譚 語絵巻 - カタリエマキ -（田吾作[26]）

### 吹き替え
- 京城クリーチャー（2023年、パク君）

#### アニメ
- カラミティ（英語版）(2021年)
- ミューン 月の守護者の伝説（フランス語版）（2022年、ズッキーニ）

### ボイスコミック
- つないだ手から青い春(2024年、八木豪人、影山、男子生徒６、男子生徒７、小学校担任教師)
- 若葉寮で、君と(2024年、西田、陸上部員2)

### オーディオブック
- 成功している人は、なぜ「お清め」をするのか?（2023年）

### その他コンテンツ
- Hyo-eeN！vol.8「Listen/Library V」（2025年1月26日、シアターモリエール[27]）

### シリーズ一覧
1. ↑  1st season（2024年）、2nd season（2025年）